# Alhambra

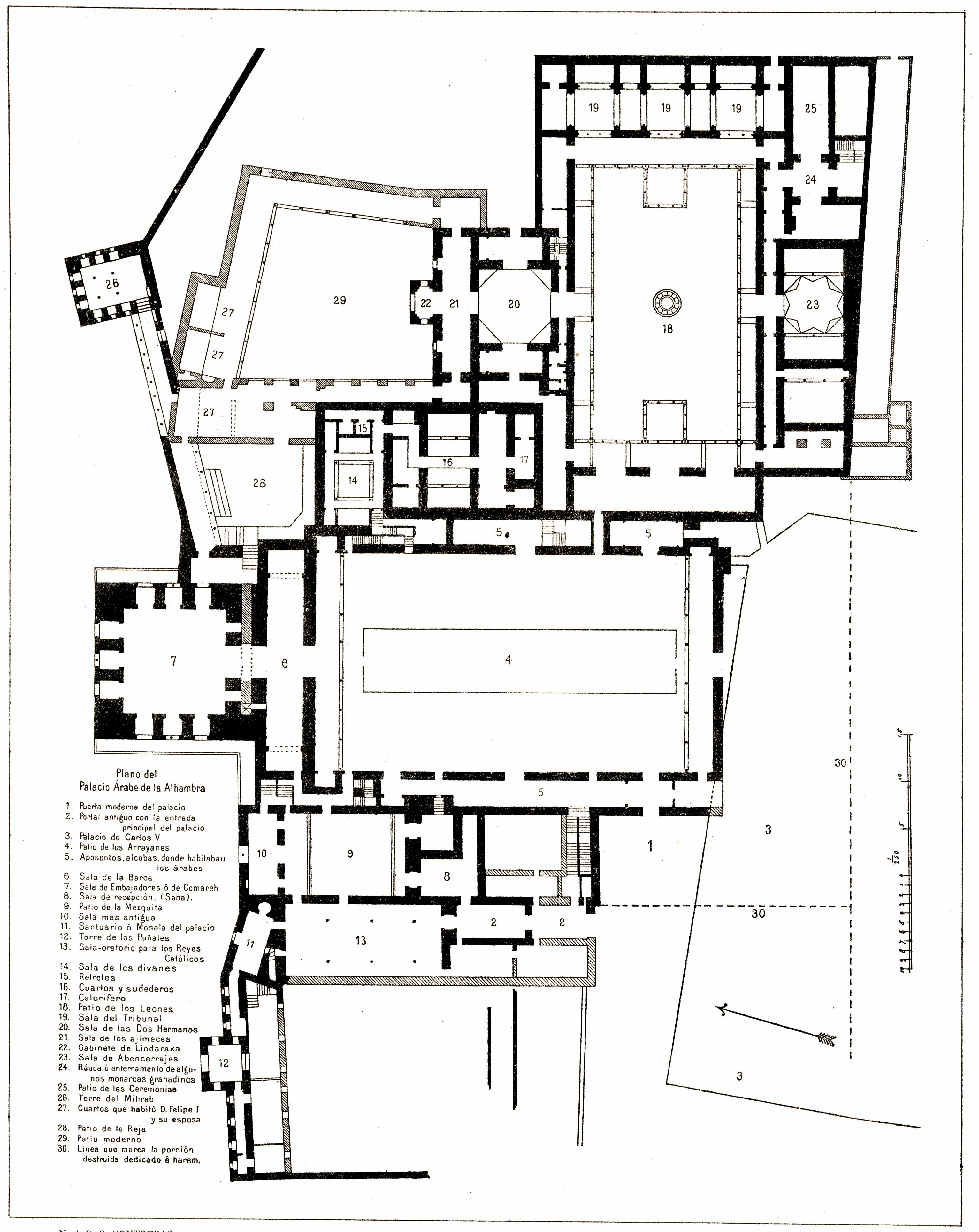
Plan des Palacio Arabe

Die Alhambra [aˈlambɾa] ist eine Stadtburg (kasbah) auf dem Sabikah-Hügel im andalusischen Granada in Spanien. Sie gilt als eines der bedeutendsten Beispiele des maurischen Stils der islamischen Kunst, ist eine der meistbesuchten Touristenattraktionen Europas und seit 1984 Weltkulturerbe. Die Burganlage ist etwa 740 m lang und bis zu 220 m breit. Die Naṣridenpaläste sind das Herzstück der Alhambra; die Alcazaba bildet das Bollwerk des Komplexes. Im Osten ist der Sommerpalast Generalife vorgelagert.

## Herkunft des Namens

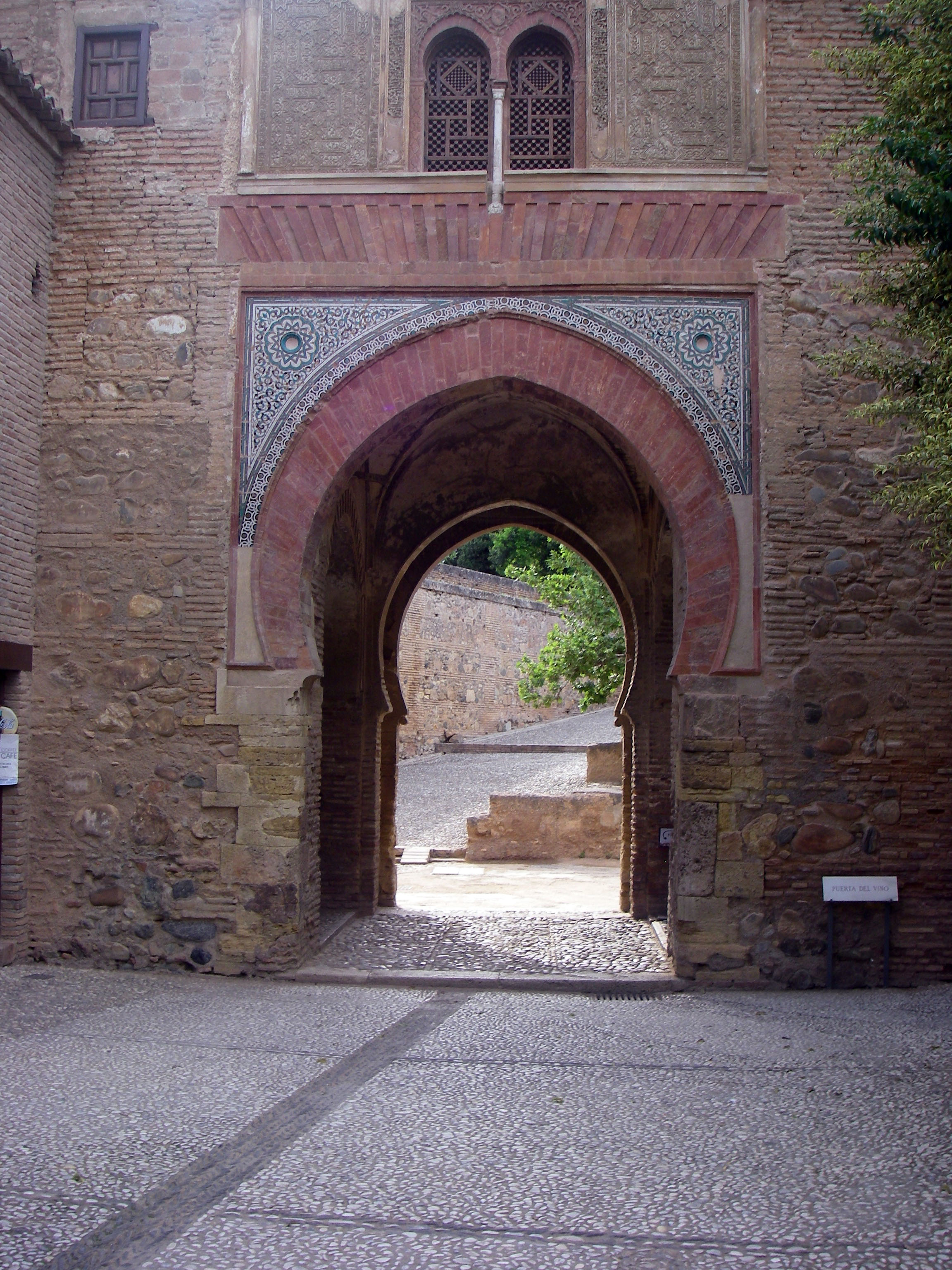
Puerta del Vino

Die Herkunft des Wortes Alhambra ist umstritten. Diese Burg wird traditionell auch arabisch القلعة الحمراء, DMG al-qal‘at al-ḥamrā’ mit der Bedeutung „die rote Festung“ genannt, so dass diese Interpretation allgemein in Umlauf ist, wobei die alternative arabische Bezeichnung قصر الحمراء, DMG qaṣr al-ḥamrāʾ eine Genitivform ist und entweder mit „Burg von al-Ḥamrā’“ (als Eigenname) oder mit „Burg der Roten“ wiedergegeben werden kann.
Diese Interpretation bezieht sich vermutlich auf die rötlich gefärbten Außenmauern der Burg, die von weitem wie ein „Brand“ oder „Rost“ (arabisch الحمراء, DMG al-ḥamrā’) wirken. Schon im 9. Jahrhundert ist von einer „roten Burg“ bei Granada die Rede. Für diese Annahme spricht, dass das Farbadjektiv nicht nur im Namen der Festung, sondern auch im Namen der Stadt Granada (granat – von encarnado < incarnatus, „fleischrot“) auftaucht. Robert Pocklington ist überzeugt, dass der Name der Puerta del Vino (‚Weintor‘) eine auf den alten Namen des Tores zurückgehende verschleiernde Lehnübersetzung ist: Bāb bzw. in maghrebinisch-andalusischer Aussprache Bīb al-ḥamrāʾ ‚rotes Tor‘. Nicht zuletzt sind die Torres Bermejas (‚rötliche Türme‘) als ein mit der Alhambra verbundener Gebäudekomplex ein weiterer Hinweis auf die Farbe Rot.
Eine andere Interpretation von al-ḥamrāʾ wird mit den Gründern der Palastanlage, den Banū al-Aḥmar, in Verbindung gebracht. Sie sind benannt nach Muḥammad b. Yūsuf b. Naṣr mit dem Beinamen al-Aḥmar, „der Rote“. Er gilt als Begründer des Herrscherhauses der Nasriden von Granada, einem Zweig der nach Andalusien ausgewanderten Sippe der medinensischen al-Ḫazraǧ. So steht es auch in einer Verszeile über die Gründer: „Die Söhne des Stammes der Ḫazraǧ, die an Gott glauben und seinen Gesandten zum Sieg verhelfen.“

## Geschichte
Der Alhambra genannte Baukomplex ist eine für das Mittelalter typische Kombination aus einer befestigten Oberstadt mit einer separat befestigten Zitadelle für den Machthaber. Die Oberstadt beherbergte neben dem Adel und dem Militär auch die höher stehende Bürgerschaft, Kaufleute sowie wichtige Handwerker. Auch die Waffenschmiede befand sich hier. Als Alcazaba wird in der Literatur eine Stadtburg bezeichnet bzw. eine großflächige Befestigungsanlage mit stadtähnlichem Charakter mit Stadtburg oder Zitadelle.

### Ursprünge
Der Burgberg war bereits in vorrömischer Zeit besiedelt. Nach der Eroberung der iberischen Halbinsel erbauten die Mauren hier eine Burg. Urkundliche Erwähnung fand sie während der Bürgerkriege des 9. bis 12. Jahrhunderts als „Ma’qil Ilbīra“ (Elvira-Festung), als Sawwar Ibn Hamdun wegen Bürgerunruhen im Kalifat von Córdoba in die Festung zog. Sie bewies ihren Wert als Festung auch in mehreren Kriegen gegen das Kalifat von Córdoba.
Unter König Bādis ibn Habbūs (1038–~1075) erbaute sein jüdischer Kanzler Jūsuf ibn Naghralla (Jehoseph han-Nāghīdh) auf dem Felsen der Alhambra eine Festung (al-ḥiṣn al-ḥamrāʿ), nach den Memoiren von ʿAbd Allāh (~1075–1090), um sich vor der Bevölkerung der Stadt zu schützen.
Nach dem Zusammenbruch des Kalifats von Córdoba 1031 übernahm der Berberführer Zāwī ibn Zīrī die Herrschaft über die Provinz (kūra) Ilbīra und machte diese mitsamt ihrer Umgebung unabhängig. Seinem Urgroßneffen zufolge gründeten die Zīrīden daraufhin die Stadt Granada, die besser zu verteidigen war als die Stadt Ilbīra, einige Kilometer entfernt.
Später übernahmen die ebenfalls berberischen Dynastien der Almoraviden und Almohaden die Herrschaft. Über das Aussehen der Burg in dieser Zeit gibt es keine Hinweise.

### 1238 bis 1492

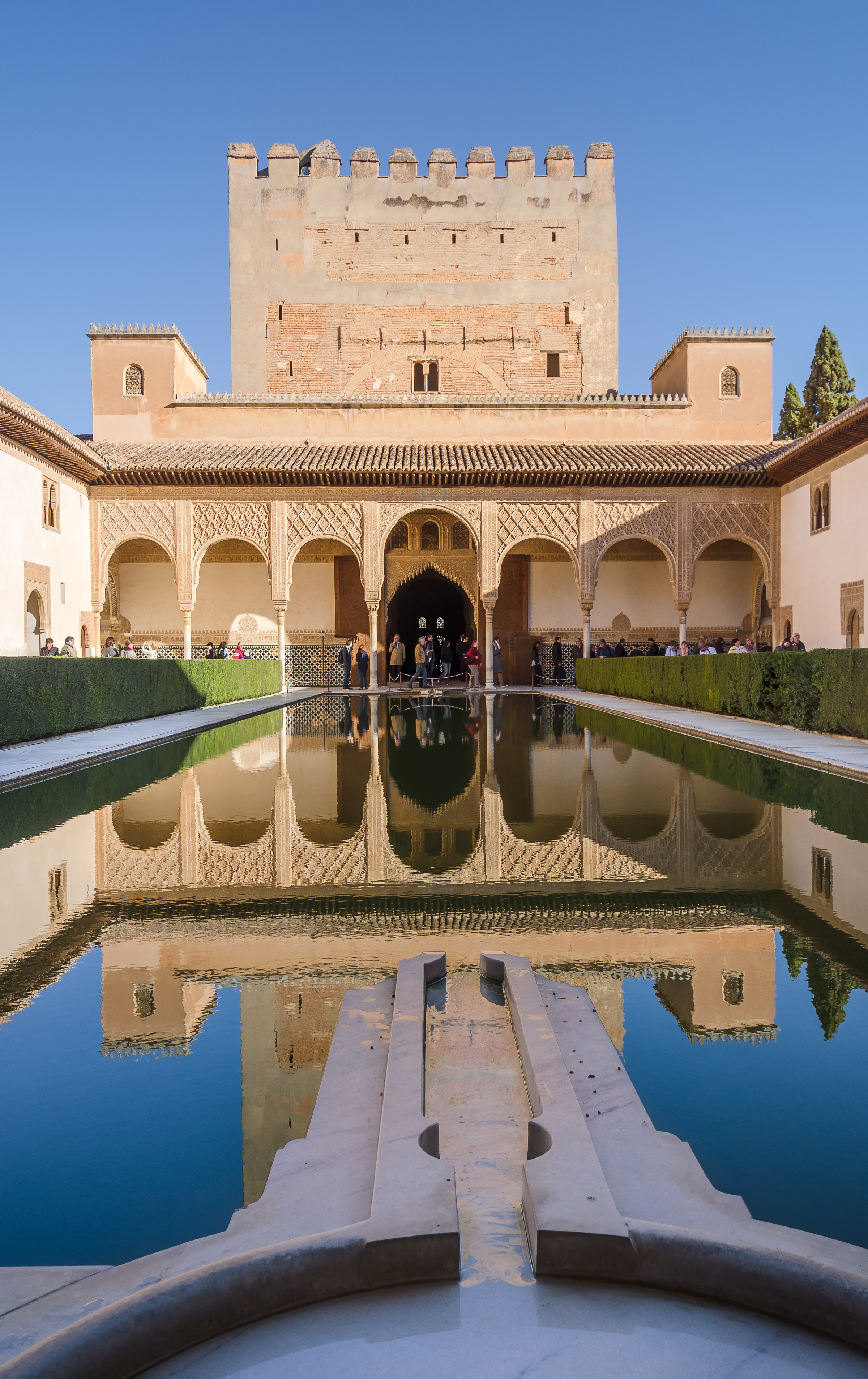
Comares, Myrtenhof. Die Form des Wasserzuflusses im Vordergrund verhindert Wellenbildung und gewährleistet trotz ständigen Nachfüllens die spiegelglatte Oberfläche im Becken.

Myrtenhof, umgekehrte Blickrichtung gegenüber oben, Aufnahme von Walter Mittelholzer, 1932

1238 verlegte der erste Nasridenherrscher, Muhammad ibn Yusuf ibn Nasr Al-Ahmar („der Rote“), seine Residenz von Jaén nach Granada und begründete als Mohammed I. in Granada seine eigene Dynastie, die Nasriden, die bis 1492 über das Emirat von Granada herrschte. Muhammad veranlasste den Bau der Zitadelle auf dem Gelände der heutigen Alhambra. Die Befestigung der Alcazaba (Oberstadt) wurde im 13. und 14. Jahrhundert errichtet. Der Herrscherthron stand im Comares-Turm am Rande der Festung. So hatten die Emire stets ihr Land im Blick.
Unter Yusuf I. (1333–1354) und Muhammad V. (1354–1391) wurde die Nutzung der Alcazaba neu organisiert. Die Zitadelle hatte nun eine rein militärische Bedeutung. Die restliche Oberstadt wurde zum Regierungs- und Verwaltungssitz ausgebaut. Die Privatresidenzen der Emire befanden sich ebenfalls hier. Im Kellerraum des Comares-Turmes ließ Emir Abu l-Hasan Ali auf Betreiben seiner Geliebten Soraja seine Frau Aisha und den Kronprinzen, Muhammad (Boabdil), einsperren. Den beiden gelang jedoch der Legende nach in einem Korb, den Helfer außen am Turm herabließen, die Flucht.
Gegen Ende des Nasridenreiches wurde die Zitadelle durch ein Artillerie-Bollwerk in Richtung der Stadt verstärkt. Der letzte maurische Herrscher Muhammad XII. (Boabdil) kapitulierte nach langer Belagerung im November 1491 und übergab die Festung am 2. Januar 1492 an die Katholischen Könige (spanisch Reyes Católicos). Damit fiel die letzte Bastion der Mauren in Spanien.

### 1492 bis heute
Am 31. März 1492 erließen die Katholischen Könige Isabella von Kastilien und Ferdinand von Aragón hier das so genannte Alhambra-Edikt, in dem die Vertreibung aller nicht bekehrungswilligen Juden aus dem Königreich und aus allen spanischen Besitzungen angeordnet wurde. In der nun folgenden Herrschaft der christlichen Inquisition wurden Juden und „Ketzer“ verfolgt, arabische Bücher verbrannt und die islamische wie auch Teile der jüdischen Bevölkerung zwangschristianisiert.
Nach der Übergabe der Alhambra an die spanischen Könige wurde Don Íñigo López de Mendoza y Quiñones als königlicher Verwalter der Alhambra eingesetzt. Er ließ eine riesige Zisternenanlage im Abschnittsgraben zwischen der Alcazaba und dem Palastbereich errichten. Das Gelände wurde aufgeschüttet; so entstand der Zisternenplatz. Im 16. Jahrhundert errichtete man vor der Alcazaba eine Vormauer mit niedrigem Rundturm.
König Karl I. (als Karl V. zugleich Kaiser des Heiligen Römischen Reiches) plante, Granada zum Regierungssitz des spanischen Königreichs zu machen. Deshalb ließ er von seinem Architekten Pedro Machuca einen großen Renaissancepalast auf der Alhambra errichten. Da sich auf Grund der Entdeckung Amerikas 1492 die Interessensschwerpunkte des Königreiches verlagert hatten, ließ man die Residenzpläne fallen. Der Palast Karls I. wurde nie fertiggestellt. Nach seiner Heirat mit Isabella von Portugal verbrachte das Paar das zweite Halbjahr 1526 auf der Alhambra.
Im Spanischen Erbfolgekrieg leisteten die Burgvögte den Bourbonen Widerstand. Das hatte 1714 ihre Entmachtung zur Folge. In der Zeit der Bourbonen verfiel die Alhambra immer mehr. Während der Besetzung Spaniens durch die Franzosen unter Napoleon richteten die napoleonischen Soldaten das Bewässerungssystem und die Gärten wieder her, sprengten aber bei ihrem Rückzug Teile der Alhambra, um zurückgelassene Munition nicht in die Hände der Spanier fallen zu lassen.
Wesentlichen Anteil am erneuerten Interesse der Öffentlichkeit an der Alhambra hatte im 19. Jahrhundert der US-amerikanische Schriftsteller Washington Irving, der 1829 für vier Monate dort lebte und 1832 seine Prosasammlung Tales of the Alhambra veröffentlichte. Künstler und Gelehrte wie John Frederick Lewis, Richard Ford, François-René de Chateaubriand und Owen Jones machten die Alhambra als ikonisches Bauwerk der nasridischen Architektur und Ornamentik bekannt. Seitdem finden Restaurierungs- und Instandsetzungsarbeiten statt. Einige frühe Restaurierungen des 19. Jahrhunderts (z. B. Kuppelbauten über den Pórticos des Patio de Leones) wurden später geändert, da sie Anachronismen darstellten.

## Gebäudeteile

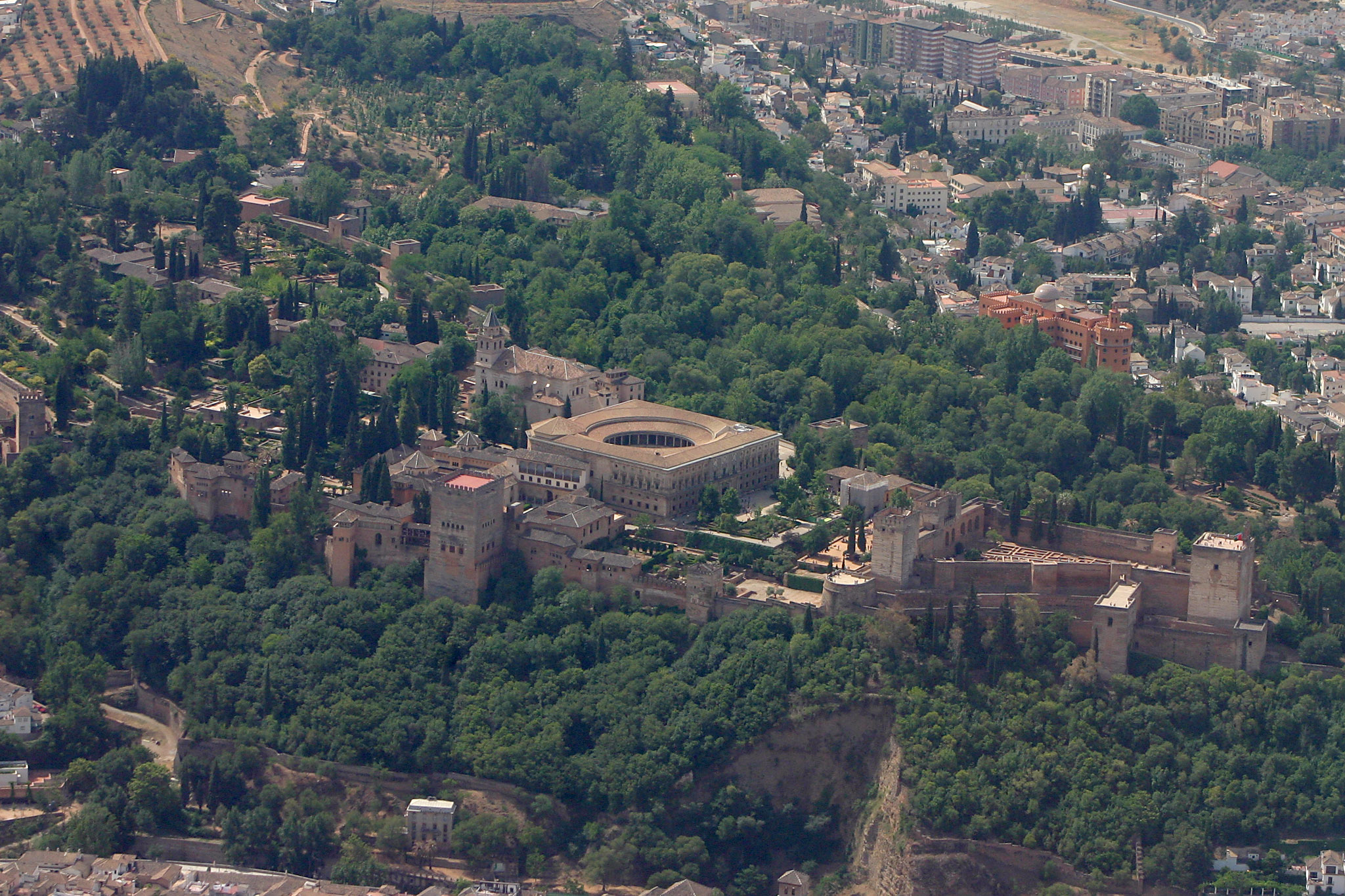
Luftbild, auf dem der Palast Karls V. mit seinem runden Innenhof und quadratischen Außenmaß erkennbar ist
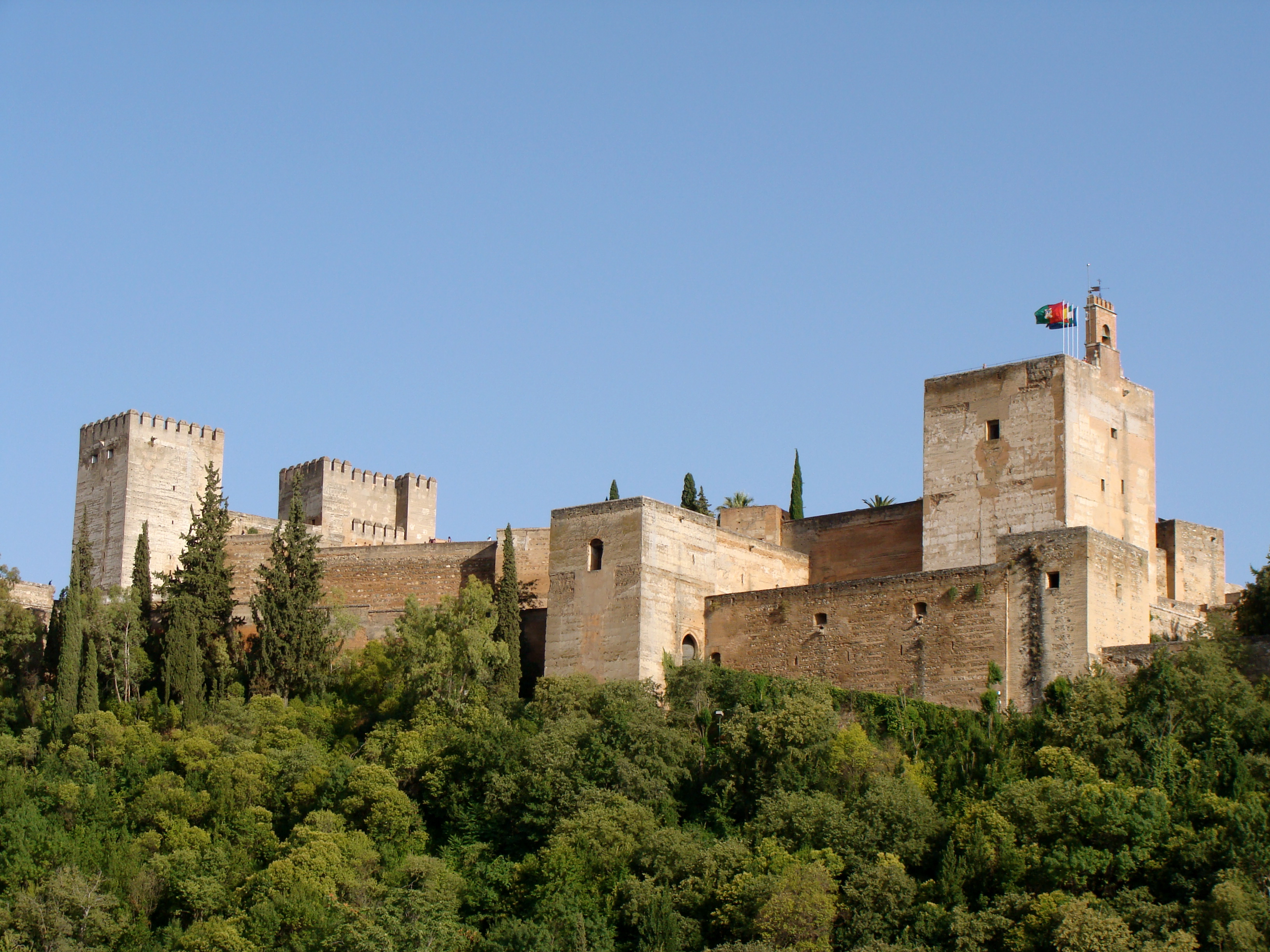
Die Alcazaba
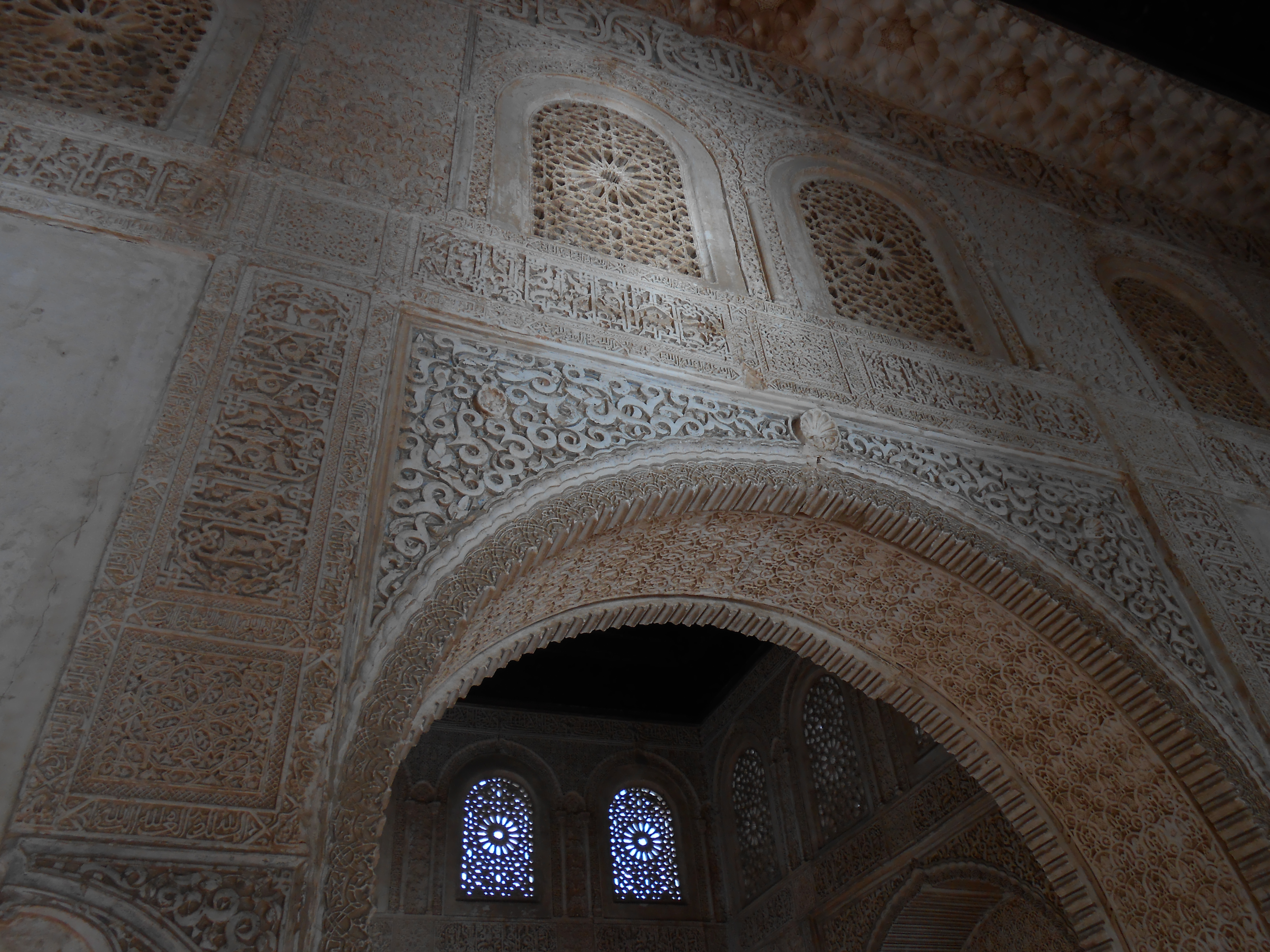
Verzierung eines Bogens in der Alhambra

Der Gesamtkomplex der Alhambra kann grob in vier Teile unterteilt werden: Der Generalife außerhalb der Festungsmauern, die Medina, die Paläste der Naṣriden und die Alcazaba (Zitadelle). Oberhalb des Generalife befinden sich die Ruinen der Silla del Moro (‚Sitz des Mauren‘, auch Castillo de Santa Elena), darüber, auf dem Gipfel des Cerro del Sol, befindet sich das Dār al-ʿarūsa (‚Haus der Braut‘).

### Das Verteidigungssystem mit der Alcazaba
Die Alhambra ist von einer türmebewehrten Stadtmauer umgeben. Die Alcazaba (von arab. al-qaṣba) bildet das Bollwerk der Alhambra. Vom Rest der ummauerten Medina grenzen sie hohe Türme und Mauern ab. Von hier aus führen Mauern zu den Torres Bermejas außerhalb der Alhambra auf der anderen Seite des Bosque (‚Wald‘) de la Alhambra. Diese Mauer wird heute durch das von Pedro Machuca im 16. Jahrhundert errichtete Tor Puerta de las Granadas unterbrochen.
Eine weitere Mauer führte in Richtung des Albaicín über die heute fälschlicherweise als Puente del Cadí bekannte Brücke. Archäologen vermuten, dass diese Coracha (ein Begriff aus der spanisch-arabischen Festungsarchitektur) die Alhambra nicht nur mit dem Darro verband, sondern auch mit der al-qaṣba al-qadīma (‚alte Festung‘), des Königssitzes der Zīrīden auf dem Albaicín.

### Die Naṣridenpaläste

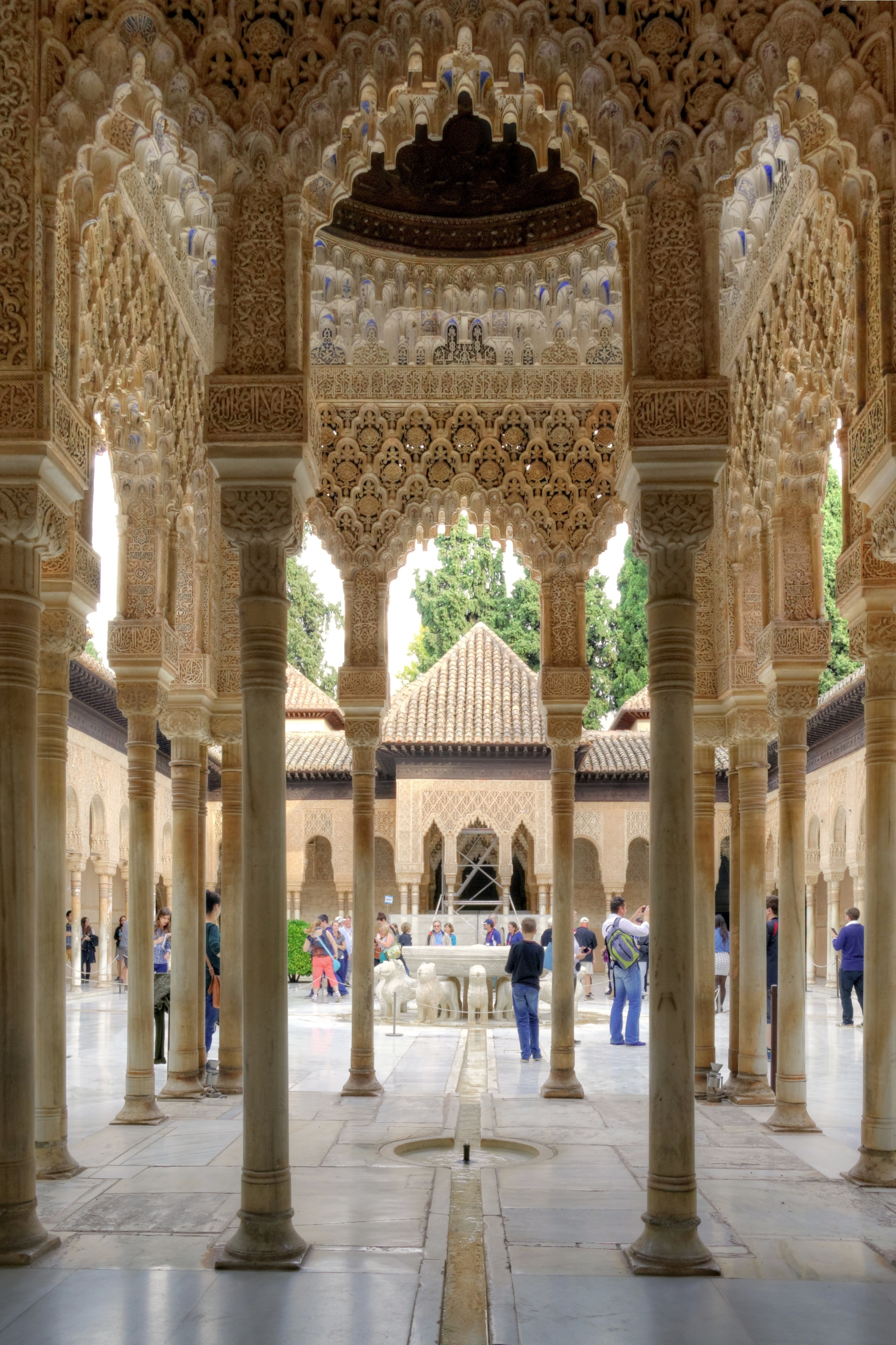
Der Löwenhof mit dem Löwenbrunnen
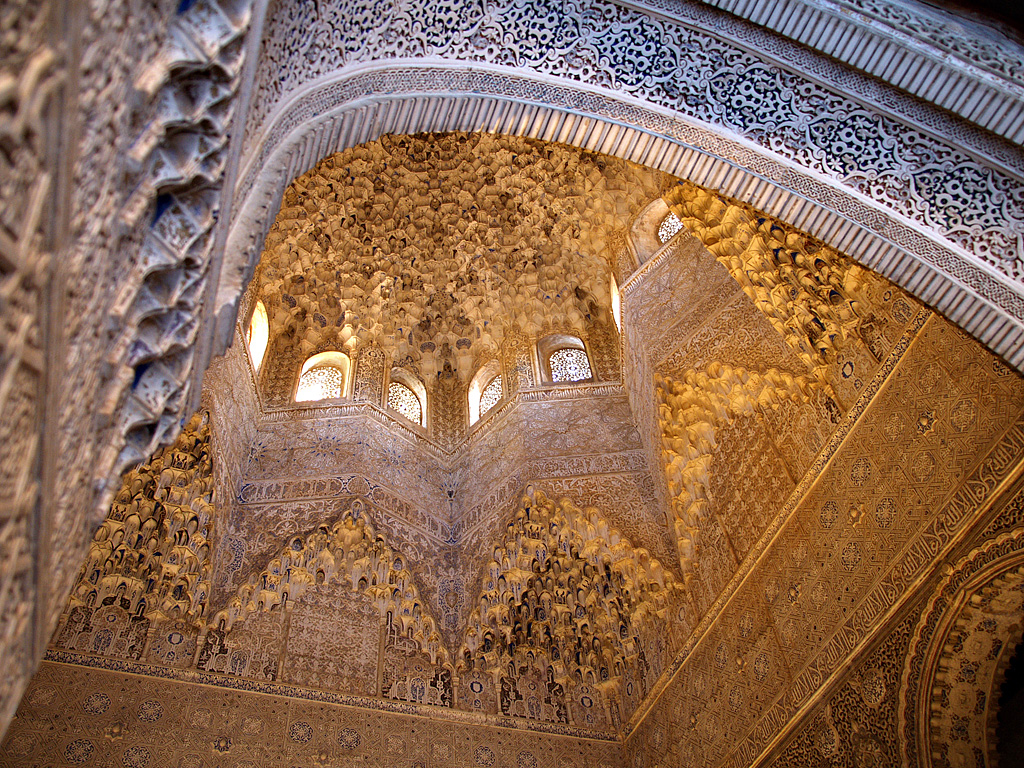
Stalaktitengewölbe in der Sala de los Abencerrajes
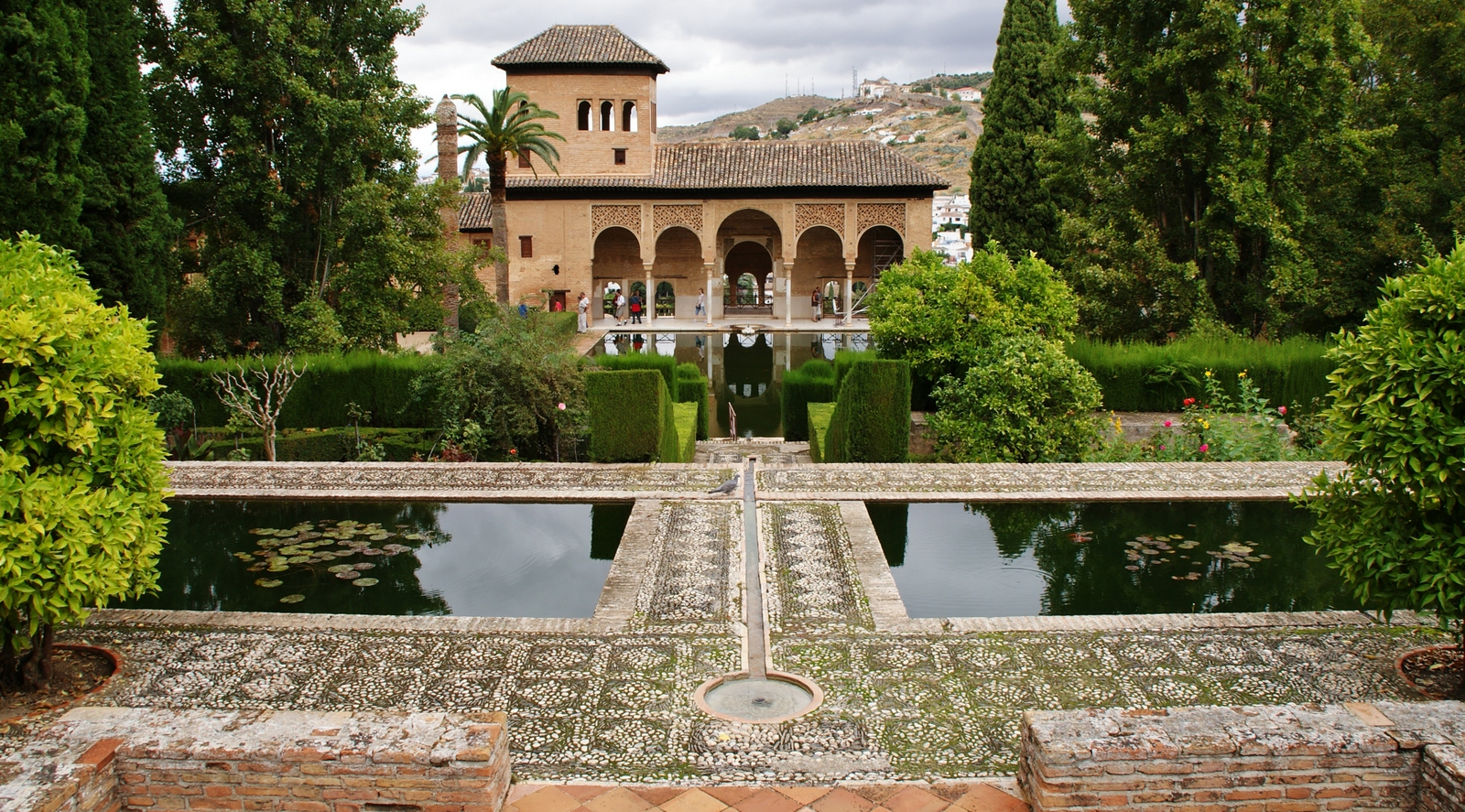
El Partal

Die Naṣridenpaläste (Palacios Nazaries) mit ihren Gärten (z. B. el Partal) sind das Herzstück der Alhambra. Hier befanden sich der Regierungssitz und die Privaträume der maurischen Herrscher.
Die Pavillons und Gärten des Generalife wurden vermutlich unter der Regierung von Ismail I. (1314–1325) angelegt. Die prächtigsten Bauten mit dem Patio de los Arrayanes (Myrtenhof) und dem Patio de los Leones (Löwenhof) wurden allerdings erst unter Yusuf I. (1333–1354) und Muhammed V. (1339–1391, Sultan 1354–1359 und 1362–Januar 1391) angelegt.
Die hölzerne Kuppel aus dem Torre de las Damas des Palacio del Partal wurde 1886 von dem deutschen Bankier Arthur von Gwinner gekauft und befindet sich heute im Berliner Museum für Islamische Kunst. Die Wände sind mit Arabesken und arabischen Schriftzügen aus Stuck versehen, die Kuppeln sind auf der Innenseite mit Muqarnas verziert. Hauptkomplex ist der Alcázar mit dem Thronsaal (Sala de Embajadores) im Comares-Turm und dem Löwenhof, der im Stil eines persischen Tschahār Bāgh gestaltet ist. Der marmorne Löwenbrunnen (Fuente de los Leones) mit zwölf steinernen Löwen und zwölfeckiger Brunnenschale gab dem Palacio de los Leones (Palast der Löwen) und dem Patio de los Leones (Hof der Löwen) seinen Namen. Am senkrechten Brunnenrand ist ein zwölf Verszeilen langes Gedicht des Staatsmannes und Dichters Ibn Zamrak (1333–1393) angebracht. Den Löwenhof umgeben 124 Säulen. Möglichen Schäden durch Bewegungen und Temperaturunterschiede sollte durch eine Bleigleitschicht zwischen Basis, Säulenschaft und Kapitell an Säulen im Löwenhofs entgegengewirkt werden.

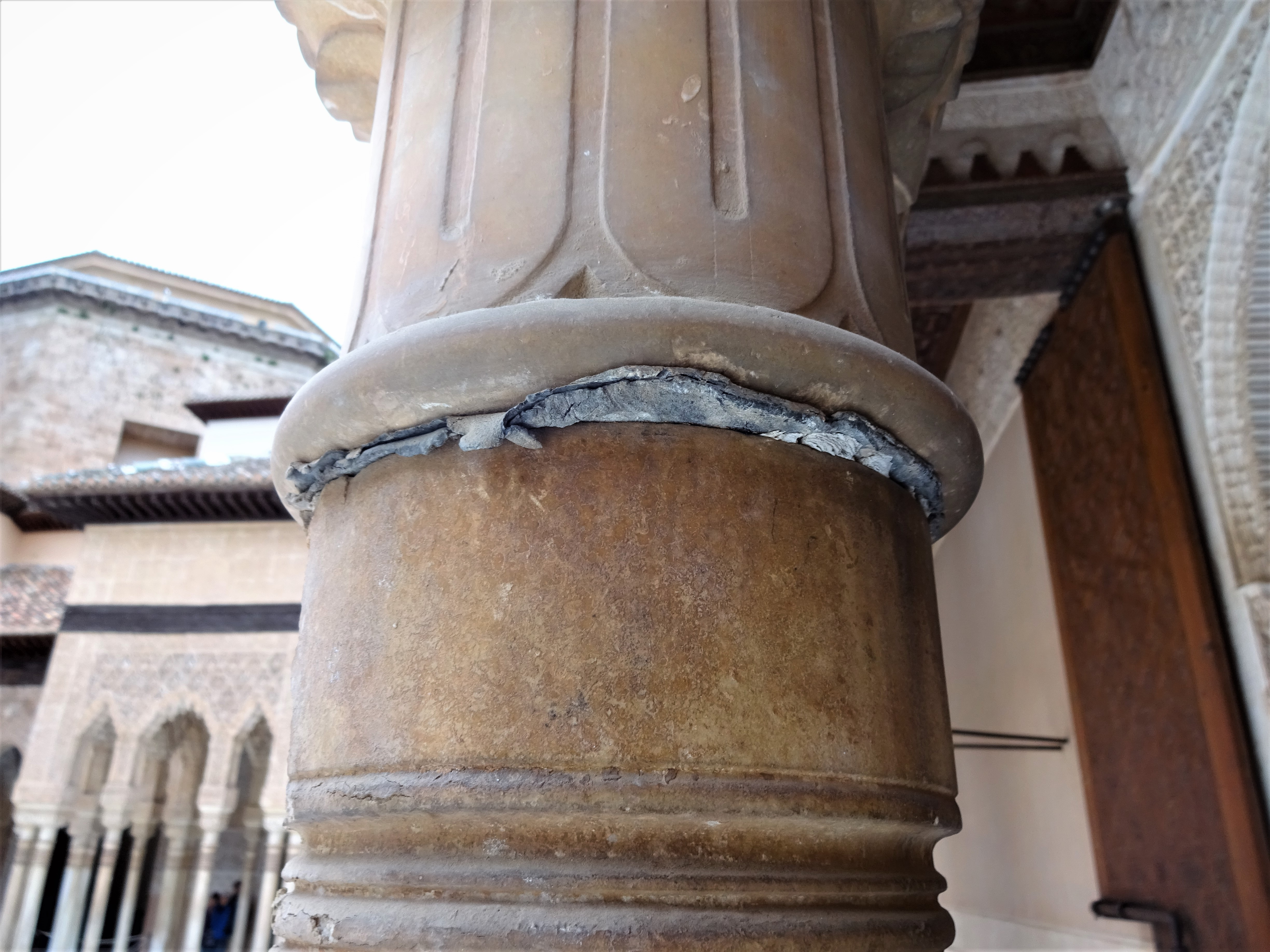
Bleischicht zwischen Schaft und Kapitell in Säule des Löwenhofs der Alhambra

In dem Patio de los Leones anschließenden Sala de los Reyes sind, das Bilderverbot im Islam umgehend, auf einem Deckengemälde zehn Personen dargestellt. Diese werden als die ersten Emire der Naṣriden gedeutet, doch konnte diese Theorie bislang nicht bestätigt werden.

### Der Palast Karls V.

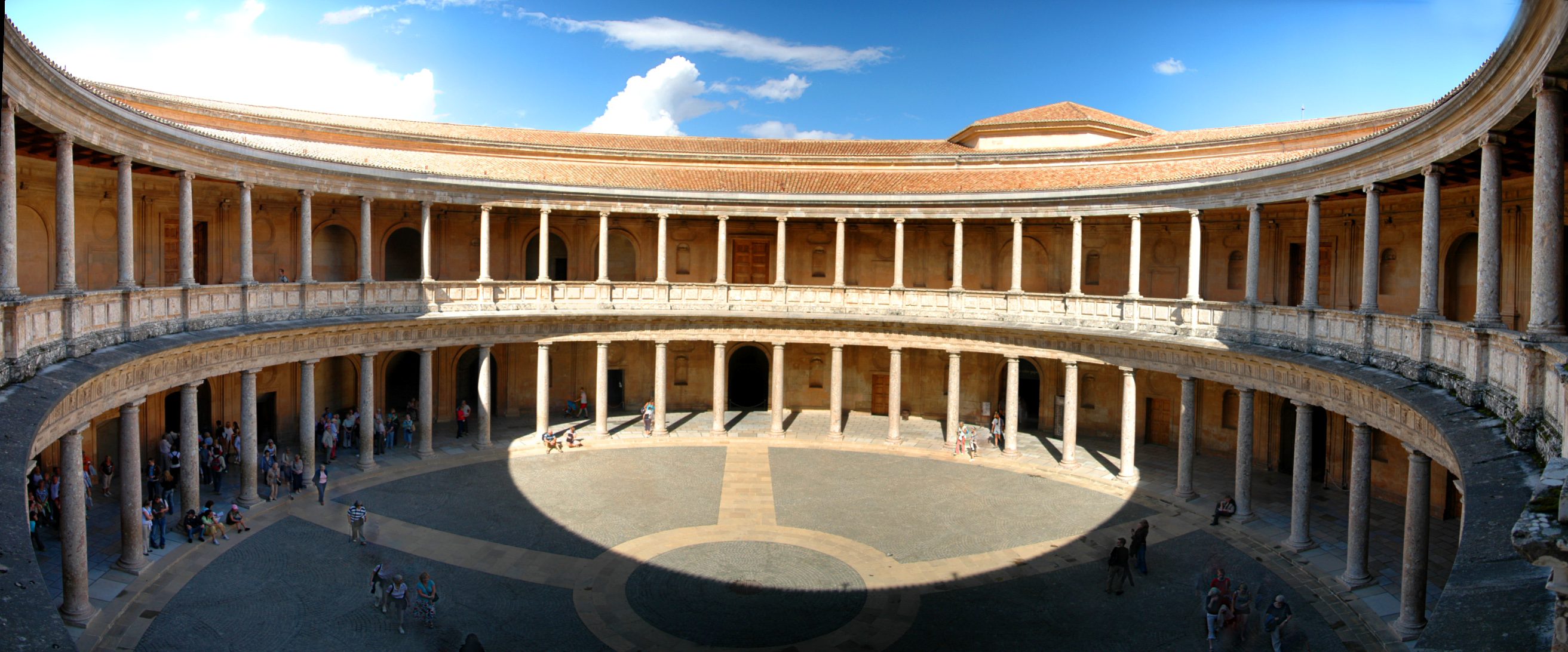
Palast Karls V., Innenhof

Für den Palast Karls des Fünften wurden Teile der Naṣridenpaläste abgerissen. Das zweietagige, beinahe kubisch anmutende, um einen runden Innenhof errichtete Gebäude im Renaissance-Stil, das Karl V. im Jahre 1527 in Auftrag gab, wurde nie richtig fertiggestellt. Nach Jahrhunderten als Bauruine bekam der Palast erst im 20. Jahrhundert ein Dach. Seit 1958 befinden sich darin unter anderem das Museum der Schönen Künste und das Museum der Alhambra. An der Nordostecke des Palastes befindet sich eine achteckige Kapelle, die möglicherweise von der Aachener Pfalzkapelle, in der Karl V. 1520 zum Kaiser gekrönt wurde, inspiriert wurde.
Reliefs am Westportal zeigen zeitgenössische Schlachtszenen nach den Entwürfen Machucas.

### Die Palaststadt
In der Medina der Alhambra befinden sich heute hauptsächlich Gärten und Fundamente der ursprünglichen Bebauung (Werkstätten, Wohnquartiere) sowie diverse Gebäude, wie z. B. eine Kirche (Santa María de la Alhambra) und ein dem Franz von Assisi geweihtes Kloster, in dem heute ein Parador-Hotel untergebracht ist.

### Der Generalife

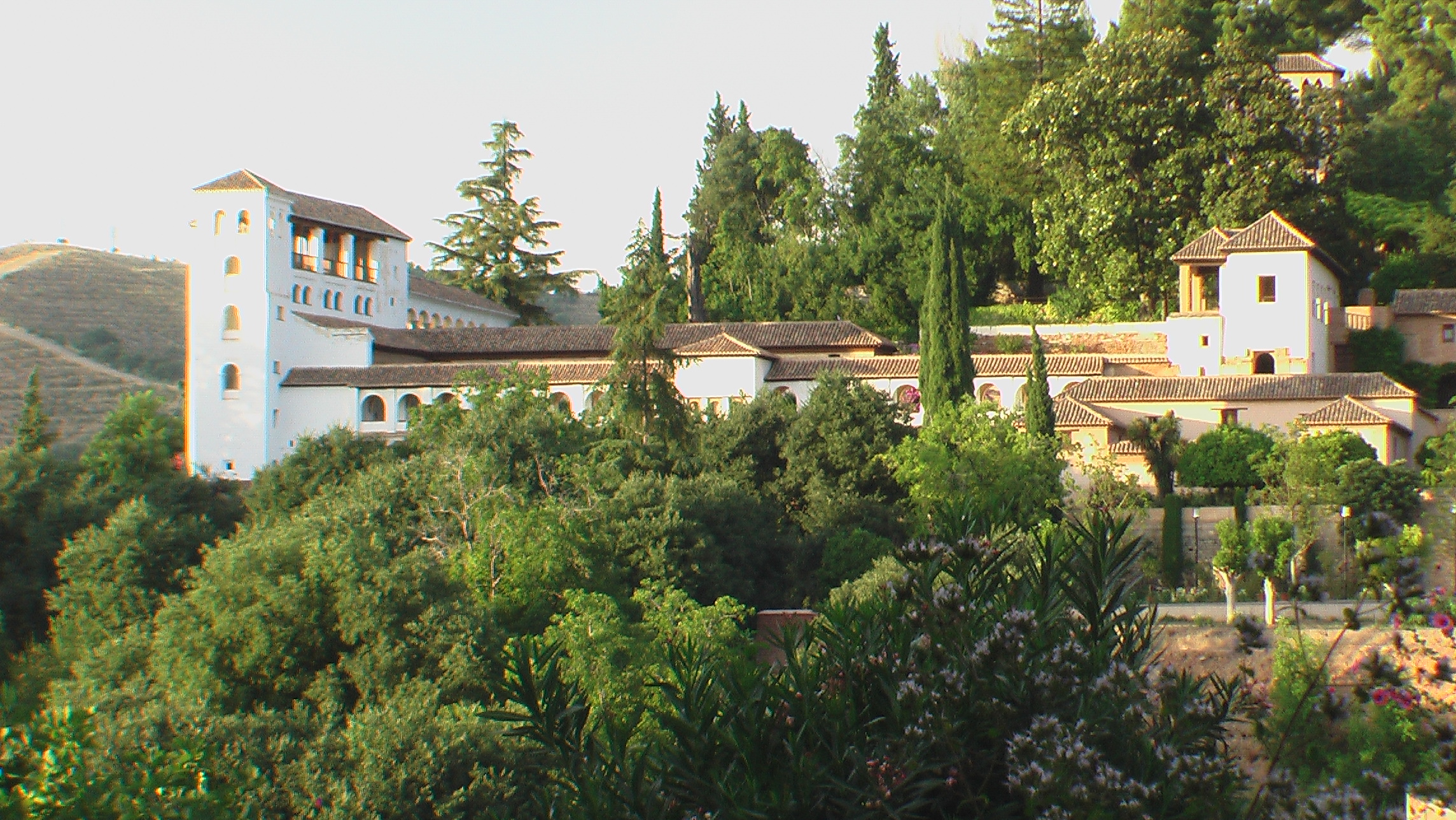
Generalife im Abendlicht / gesehen vom Parador (2010)
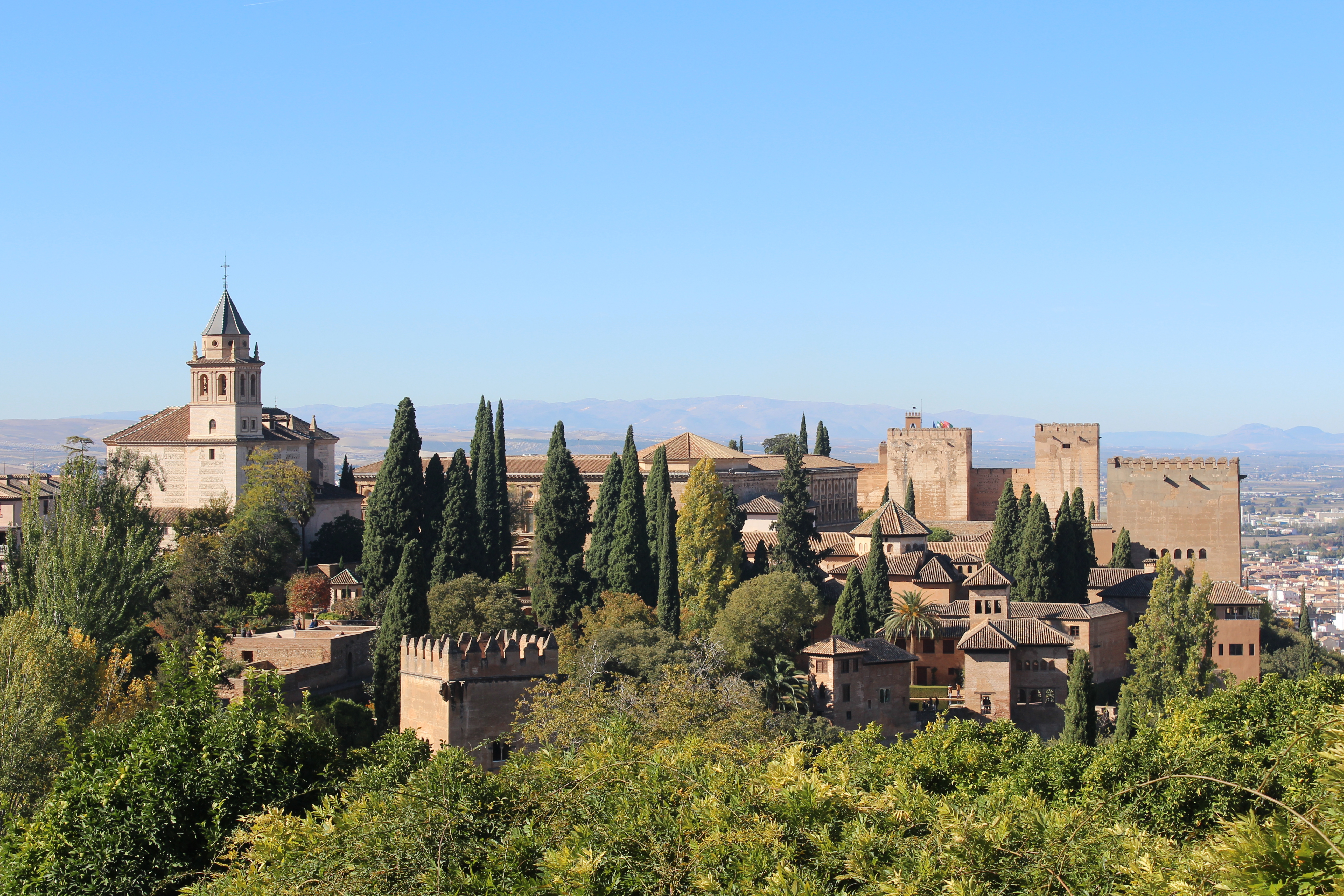
Alhambra gesehen von Generalife
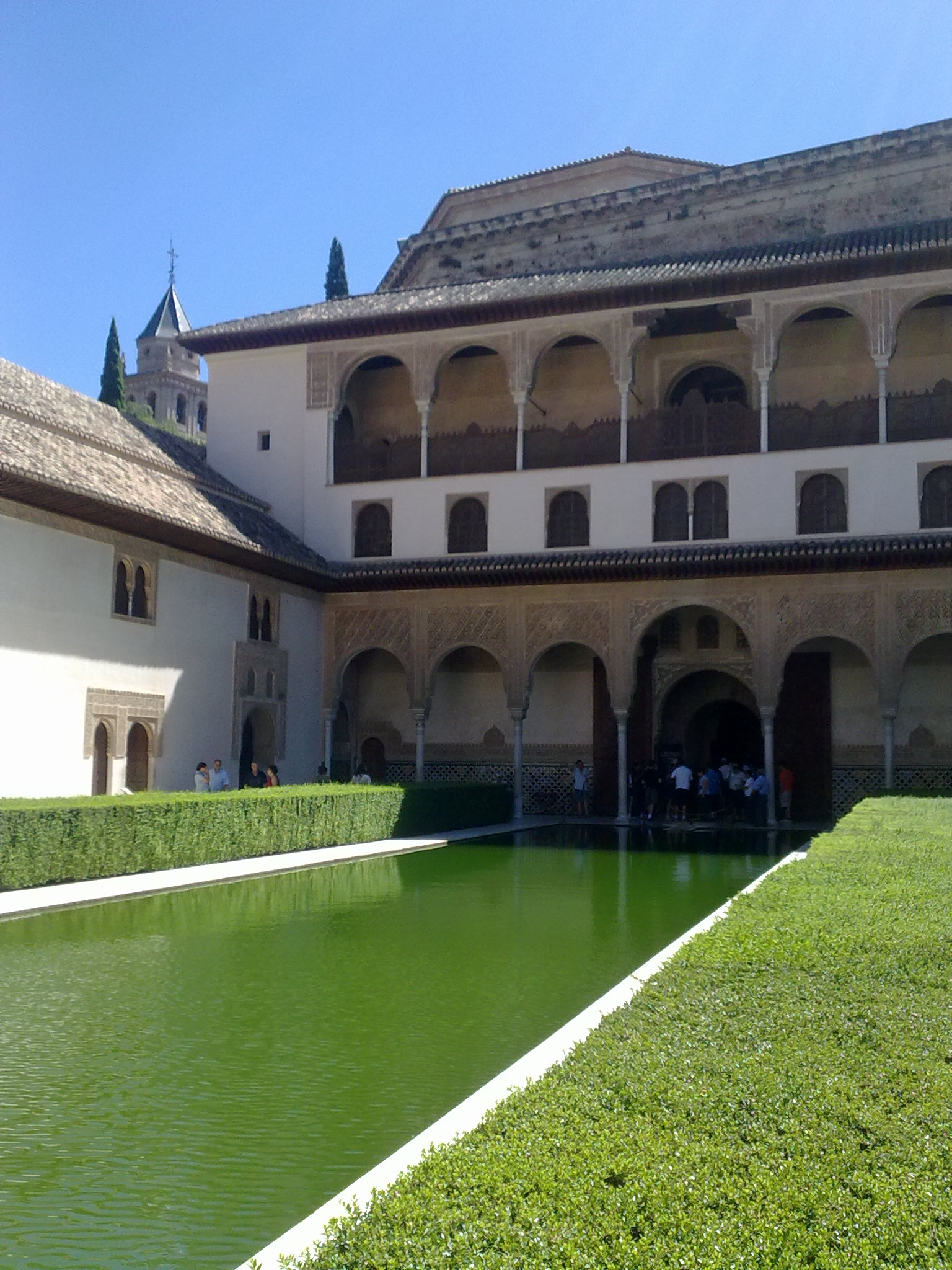
Garten- und Teichbereich der Stadtburg Alhambra

Der Sommerpalast neben der Festungsmauer war der Ǧanna(t) al-ʿĀrif (‚Garten des Mystikers‘), aus dem im Spanischen das Wort Generalife wurde. Ein Spazierweg unter Zypressen führt zu den Gartenanlagen. Im Palacio de Generalife befindet sich der Acequia-Hof mit seinen Wasserspielen.

## Die Alhambra als Inspiration in Kunst, Musik und Literatur

### Kunst
Die Alhambra war und ist Motiv sowohl als Hintergrund in der Historienmalerei als auch als Studienobjekt für architektonische Details, wie z. B. für den Düsseldorfer Architekturmaler Adolf Seel. Der spanische Historienmaler Francisco Pradilla y Ortiz malte sie im Hintergrund für seine Szene der Rendición de Granada (Kapitulation von Granada, 1882).
Die  Fliesenmosaikwerke der Anlage inspirierten die Werke des niederländischen Künstlers M. C. Escher.

### Musik
Die erste Nacht (= Satz) in den Noches en los jardines de España von Manuel de Falla nennt sich En el Generalife und beschreibt musikalisch den Sommerpalast der Alhambra. Die Etüde Recuerdos de la Alhambra (Erinnerungen an die Alhambra) von Francisco Tárrega, 1896 komponiert, gilt als hervorgehobenes Tremolo-Werk für klassische Gitarre.
Der niederländische Dj Martin Garrix veröffentlichte zusammen mit Thomas Newson einen Song namens Alhambra. Das Kunstlied 'Granada' von Agustín Lara zählt heute zum Standardrepertoire jeden Tenors.

### Film und Fernsehen
- Der Film 1492 – Die Eroberung des Paradieses (1992) wich für die Innenszenen in der Alhambra auf die Reales Alcázares in Sevilla aus.
- Die granadinische Festung stellte in Sindbads siebente Reise (1958) den Kalifenpalast in Bagdad dar.
- Die spanisch-italienische Fernsehserie Die Löwen der Alhambra (Réquiem por Granada, 1991) wurde teilweise an Originalschauplätzen gedreht.
- Alhambra – Der Palast in Andalusien (Los constructores de la Alhambra). Dokumentarfilm. 86 Min. Spanien 2021.[15][16]

### Sonstiges
- Der Palast von Alhambra, Brettspiel, Dirk Henn, 2003, Queen Games